# Филателия (фильм)
«Филателия» («Светлячок») — российский фильм 2024 года режиссёра Натальи Назаровой, она же сценарист и оператор фильма. Последняя работа Назаровой.
Картина «выросла» из её же короткометражки «Светлячок» 2016 года, сменив актёров и углубив сюжет.
Российская премьера состоялась в августе 2024 года на кинофестивале «Окно в Европу», в широкий кинопрокат фильм пока не вышел.

## Сюжет
Сюжет разворачивается вокруг девушки Яны, живущей в Мурманске. Она работает на почте, собирает марки и ждёт отца с моря, хотя не надеется, что он вернётся. Большую часть свободного времени она проводит в одиночестве, гуляя вдоль линии морского прибоя.
У девушки едва заметный ДЦП. Лёгкая хромота и особенности дикции мешают её интегрироваться в социум, завести друзей или бойфренда, даже на работе к ней относятся снисходительно. Единственное место где она себя чувствует своей и к ней относятся серьёзно — в кругу местных филателистов.
Всё в её жизни меняется, когда в один день на почте появляется весёлый и харизматичный моряк Петя, и начинает проявлять к девушке искренний интерес. Между Яной и Петей завязываются нежные, целомудренные отношения, которые вызывают разную реакцию посторонних и по-разному истолковываются.
Финал у фильма открытый, согласно основной идеи режиссёра: «Иногда ожидание счастья сильнее, чем само счастье».

Драматические сюжетные повороты в фильме Назаровой соседствуют с откровенно ироничными сценами.
 По словам режиссера, она старалась снять киноленту «в жанре жизни, где трагическое всегда стоит рядом с комическим».

## В ролях
- Алина Ходжеванова — Яна
- Максим Стоянов — Пётр
- Олеся Иванцова — Люба
- Илья Носков — Коля
- Ирина Носова — Вера
- и другие

## Показ
Российская премьера «Филателии» состоялась в августе 2024 года на кинофестивале «Окно в Европу».
В широкий кинопрокат фильм пока не вышел.
За рубежом фильм впервые продемонстрирован ноябре 2024 года в рамках 45-го Каирского международного кинофестиваля.

## Награды
- 2024, август — 32-й кинофестиваль «Окно в Европу» — Гран-при фестиваля за лучший игровой фильм и специальный отдельный приз «за пронзительный актёрский дуэт» (Алины Ходжевановой и Максима Стоянова), киножурналисты в своём голосовании тоже присудили фильму высший балл[5]
- 2024, сентябрь — 33-й фестиваль «Киношок» — Главный приз кинофестиваля «Золотая лоза»[6]
- 2024, ноябрь — 16-й кинофестиваля «Северный характер» — Гран-при кинофестиваля[7]
- 2024, ноябрь — 45-й Каирский международный кинофестиваль, в международном конкурсе фильм получил три приза:
  - Приз «Лучший актёр» (Максим Стоянов)
  - Специальное упоминание жюри в номинации «Лучшая актриса» (Алина Ходжеванова)
  - Специальный приз жюри за лучшую режиссуру «Серебнянная пирамида» (Наталья Назарова)
- 2024, декабрь — гран-при фестиваля Arctic open[8]
- 2025, январь — кинопремия Белый слон за лучшую главную женскую роль (Алина Ходжеванова)[9]

## Критика
На первый взгляд «Филателия» может показаться фильмом со значимым социальным контекстом. На деле же балансирует на грани комедии и трагедии и лишь изредка заходит на территорию мелодрамы. Детская непосредственность Яны роднит её с Тосей Кислицыной из советских «Девчат», душевный и бедовый Петя условно вписывается в образ Ильи Ковригина, проблема лишь в том, что отношения главных героев «Филателии» подчеркнуто платонические: без поцелуев и тесных объятий в снежном лесу. Назарова деконструирует привычное понимание романтики.— Фильм.ру

## Рецензии
- Оля Смолина — Рецензия на фильм «Филателия» — нордическую драмеди о поисках любви // Фильм.ру, 17 августа 2024
- Полина Арженовскова — Тост за бесконечность — «Филателия» Натальи Назаровой // Сеанс, 22 августа 2024
- Юлия Шагельман — Окно в филателию. Завершился кинофестиваль в Выборге // Газета «Коммерсантъ» № 147 от 16 августа 2024, стр. 11
- Максим Ершов — «Филателия»: Трагическая сказка на берегу моря // Okko, 20 августа 2024